# Jesús Arribas Seijas
Jesús Arribas Seijas   (Barcelona, 11 de juliol de 1896 - 26 de juny de 1990) fou un futbolista i àrbitre de futbol català.

## Trajectòria
Fou jugador del RCD Espanyol entre 1913 i 1916. També fou jugador i directiu de l'Universitary SC.
No obstant, la tasca en la qual més destacà fou la d'àrbitre de futbol. Arbitrà a la lliga espanyola des de la temporada 1929-30 fins a la 1947-48. Assolí la internacionalitat com a àrbitre, i dirigí les finals de Copa dels anys 1931, 1933 i 1939. També fou president del Col·legi Català d'Àrbitres.
En el moment de la seva mort, era el soci número 2 de l'Espanyol.

## Palmarès
- Campionat de Catalunya de futbol:
  - 1914-15